# Angus Brandt
Angus John Brandt (Sydney, 26 ottobre 1989) è un cestista australiano.

## Palmarès
- Campionato australiano: 2

Perth Wildcats: 2016-17, 2018-19